# Cratere Anchises
Anchises è un cratere sulla superficie di Dione. Trae nome dal padre dell'eroe troiano Enea.